# Будамша
Будамша́ (рос. Будамша) — село у складі Новорського району Оренбурзької області, Росія.

## Населення
Населення — 886 осіб (2010; 1128 у 2002).
Національний склад (станом на 2002 рік):
- казахи — 44 %
- росіяни — 38 %